# Harkaway
Harkaway är en del av en befolkad plats i Australien. Den ligger i kommunen Casey och delstaten Victoria, omkring 40 kilometer sydost om delstatshuvudstaden Melbourne.
Runt Harkaway är det ganska tätbefolkat, med 75 invånare per kvadratkilometer.. Närmaste större samhälle är Berwick, nära Harkaway.
I omgivningarna runt Harkaway växer i huvudsak städsegrön lövskog. Genomsnittlig årsnederbörd är 1 251 millimeter. Den regnigaste månaden är maj, med i genomsnitt 154 mm nederbörd, och den torraste är januari, med 51 mm nederbörd.